# Копняев, Павел Петрович
Павел Петрович Копняев (1867—1932) — русский и советский учёный, профессор; организатор высшего электротехнического образования.

## Биография
Родился 15 (27) февраля 1867 года в городе Уральске в семье обер-офицера Уральского казачьего войска, дворянина Петра Кондратьевича Копняева и его жены Матрены Агеевны. В семье было четверо детей; когда Павлу было семь лет, умер его отец.
В 1885 году Павел окончил обучение в кадетском корпусе и, желая получить техническое образование, направился в Михайловское артиллерийское училище. По окончании училища, в чине сотника, был направлен в Оренбургский казачий полк. Однако, желая продолжить своё образование, оставил военную службу и стал студентом Санкт-Петербургского практического технологического института (ныне Санкт-Петербургский государственный технологический институт), где только началась подготовка специалистов по электромашиностроению. Закончив в 1896 году институт, Павел Петрович решил специализироваться в области электротехники и для продолжения образования уехал в Дармштадтский политехникум (Германия), где учился на электротехническом отделении. Занимался под руководством профессора Э. Киттлера; результаты первых научных исследований Копняева были изложены в его дипломной работе на звание инженера-электрика — «Индукционные двигатели». Окончив учёбу в 1898 году, П. П. Копняев по рекомендации профессора А. А. Воронова был приглашен на работу в Харьковский технологический институт (ныне Харьковский политехнический институт).
Начав работу в вузе с 1 января 1899 года, Копняев приступил к реорганизации преподавания дисциплин электротехнического профиля. На заседании учебного комитета вуза в апреле 1901 года рассматривался вопрос о введении политехнического типа образования, в связи с чем были предложены новые формы научной работы и учебного процесса, в частности организация кафедр. В 1904 году, обобщив материалы собственных исследований, П. П. Копняев подготовил к изданию пособие, посвященное проблемам теории, проектирования, исследования электрических машин постоянного тока. В этом учебнике был систематизирован экспериментальный материал, накопленный учёным за годы его работы в Санкт-Петербургском практическом технологическом институте и во время стажировки в зарубежных электротехнических высших школах.
В связи с так называемой «шиллеровской историей», Копняев был вынужден уехать из Харькова в Санкт-Петербург, где в технологическом институте ему было поручено преподавание новой дисциплины «Расчеты сетей». Одновременно он устроился на работу в акционерное общество «Вестингауз», в котором проектировали электрические трамваи, принимал участие в разработке проекта Санкт-Петербургского трамвая.
В 1907 году Павел Петрович вернулся в Харьковский технологический институт. Начал улучшение учебного процесса и обустройство кафедры электротехники, которая получила два дополнительных помещения, и на неё было приобретено современное оборудование. С 1910 года начали работать машинный и измерительный кабинеты электротехнической лаборатории. Благодаря авторитету и организационным способностям учёного, лаборатория была оборудована современными приборами, которые частично были переданы в дар от фирм «Сименс и Гальске», «Вестингауз», а также Всеобщей электрической компании.
С ростом авторитета П. П. Копняева, как крупного специалиста по вопросам прикладной электротехники, его постоянно приглашали для консультаций. Он являлся экспертом по электрическому оборудованию больниц, консультантом проектов строительства электростанций, работал в акционерном обществе «Вестингауз», которое занималось проектированием электрических трамваев. В течение 1905—1907 годов учёный разработал коммутацию трамвайных подстанций в Петербурге и на Лубянской подстанции в Москве, участвовал в разработке проекта Санкт-Петербургского трамвая. В 1911 году разработал технический проект городского электрического трамвая в Мариуполе.
Наряду с преподавательской и научной работой П. П. Копняев вёл и общественную деятельность. В течение 1907—1908 годов он был избран руководителем комиссии по организации в Харькове первой Южно-русской электротехнической выставки. Был постоянным участником Всероссийских электротехнических съездов, в течение двадцати лет работал в руководстве Южно-Русского общества технологов и редактировал «Ведомости», которые издавались этим обществом. Исполнял обязанности главы электротехнической секции Всеукраинской ассоциации инженеров в Харькове, был членом Международной электротехнической комиссии. В 1916 году был избран деканом механического факультета; в течение 1919—1920 годов исполнял обязанности ректора Харьковского технологического института.
При его участии 22 февраля 1921 года в помещении физической аудитории Харьковского технологического института состоялось торжественное открытие электротехнического факультета. В 1926 году, в день пятилетия факультета, Павел Петрович Копняев сказал:

«Бросая общий взгляд на прошлое, предшествующее появлению факультета, мы можем сказать, что при трудных, тяжелых условиях, заглушавших всякие новые ростки, протекал долгий период подготовительного формирования, но этот период пройден, и перед нами юный факультет. Не сладки были и первые годы новорожденного среди холода и голода, в обстановке опустошенной страны. Но тот, кто это перенес, несомненно, имеет запас сил, и мы вправе теперь сказать, что наш пятилетний младенец стал твердо на пол и готов начать свой жизненный путь. Однако, этот путь не будет озарен светом, если он не пройдет через храм мощных лабораторий, какими так богаты и сильны европейские школы, — это ближайший этап, который нельзя обойти.»

Умер 3 июня 1932 года в Харькове.

### Семья
Был женат на Марии Дмитриевне Свистуновой, дворянке, выпускнице Смольного института благородных девиц. Работала учительницей, затем воспитывала троих детей: Вячеслава (род. 1901), Дмитрия (род. 1904) и Елену (род. 1907).